# はぁって言うゲーム
はぁって言うゲーム（はぁっていうゲーム）は、日本のカードゲームである。幻冬舎より発売されている商業版の第1弾は2018年11月23日、第2弾は2019年7月26日、第3弾は2020年12月5日にリリースされた。

## 概要
ゲームクリエイターの米光一成が考案したゲームで、もともとはゲームマーケット2017年春に初めて頒布されたインディーズ作品である。インディーズ作品時代から、Podcast「ほらボド」にて「ゲムマ2017春ほらボド大賞」1位に選出されるなど好評を博す。インディーズ作品版は回数券のようなシステムで、使い切りのスタイルであった。
2018年4月、『ベストアクト』にタイトルを変更したリメイク版がJELLY JELLY GAMESより商業化リリース。商業化にあたり、お題の数を増加させ、カードや得点チップを使ったスタイルに変更された。更に同年11月23日に『はぁって言うゲーム』にタイトルを戻して、幻冬舎からも商業版がリリースされた。こちらもカードや得点チップを使ったスタイルを採用。JELLY JELLY GAMES版のお題を大幅に変更し、ややマイルドなお題が増えたことで、ファミリー向けにも楽しみやすい内容となった。幻冬舎版は新たなお題に差し替えたバージョンが複数発売されており、カードを混ぜて遊ぶことができる。

## ルール
各プレイヤーがAからHのカードをこっそり引き、自分がどんなシチュエーションでお題の台詞を演じるかを決め、他のプレイヤーにそれを当てさせるというもの。例えば「はぁ」がお題の場合、Aのカードを引いた人は「なんで？」の「はぁ」、Bのカードだと力をためる「はぁ」、CからHのカードはそれぞれ呆然、感心、怒り、とぼけ、驚き、失恋の「はぁ」を演じる。基本的には身振り手振りは禁止だが、お題によってはポーズが指定されていたり、逆に言葉を発さずにジェスチャーだけで伝えるお題もある。
幻冬舎版の第2弾ではイベントカードという要素が追加されており、これを実装すると、演じる人に「ハイテンションで」などの追加ルールを課すことができる。
お題のほとんどは「はぁ」や「ありがとう」のような短い台詞だが、「スモモもモモもモモのうち」のような早口言葉も紛れ込んでおり、中でも幻冬舎版の弾3弾では「犯人はお前だ」のような名台詞系のお題が追加されている。

## その他
『エージェントWEST!』（2019年12月14日放送分）などのテレビ番組で取り上げられたり、2020年3月始め頃からVTuberをはじめとした配信者間でも流行したりなど注目を集め、楽天ブックスが発表した「2020年 年間アナログゲームランキング」では幻冬舎版が1位を獲得している。